# Euriphene niepelti
Euriphene niepelti är en fjärilsart som beskrevs av Heinrich Neustetter 1916. Euriphene niepelti ingår i släktet Euriphene och familjen praktfjärilar. Inga underarter finns listade i Catalogue of Life.